# Theodor Adelswärd
Axel Theodor Adelswärd född 13 oktober 1860 i Hyltinge socken i Södermanlands län, död 29 september 1929 i Åtvidaberg, var en svensk friherre, kammarherre hos dåvarande kronprinsen 1902, liberal politiker och företagsledare. Adelswärd var riksdagsman 1906–1908 och återvaldes med liberala röster 1911 som finansminister i Karl Staaffs ministär. Han ledde omvandlingen av Åtvidaberg till ett modernt industrisamhälle samt moderniseringen av Adelsnäs.

## Biografi
Theodor Adelswärd föddes på Sparreholm i Hyltinge socken som son till godsägaren och riksdagsmannen, friherre Axel Adelswärd (1828–1900) och Augusta, född Berg (1836–1905). Han gifte sig den 8 juni 1901 med grevinnan Louise Douglas (1878–1964), dotter till riksdagsmannen greve Ludvig Douglas och grevinnan Anna Ehrensvärd. Barn: "Lillis" (1902), Carin (1903, gift med Gerhard Rundberg), sonen Eric Göran (född 1905 och tidigt avliden), Anna (1906, författare och gift med Clas Sparre), Eva (1908), Eric (1909) och Gösta (1913).
Theodor Adelswärd var elev vid Sjökrigsskolan 1874–1876, blev privatist och tog studenten i Stockholm 1878, fortsatte därefter sina studier vid Kungliga Tekniska högskolan i Stockholm 1878–1880, var därefter extra elev vid Bergsskolan 1880–1881 samt företog studieresor till Tyskland, Frankrike och England 1881–1882.
Theodor Adelswärd avled till följd av hjärnblödning.  Han ligger begravd på Åtvidabergs gamla kyrkogård.

## Politisk karriär
Som kommunpolitiker i Åtvidaberg bidrog Adelswärd till att förvandla samhället från ett traditionellt brukssamhälle till ett modernt municipalsamhälle med moderna skolor, goda järnvägsförbindelser och ett varierat näringsliv. Han var ledamot av riksdagens andra kammare 1906–1908 för Åkerbo, Bankekinds och Hanekinds domsagas valkrets och 1912–1919 för Östergötlands läns södra valkrets samt tillhörde första kammaren 1920–1924, åren 1920–1921 för Östergötlands läns valkrets och 1922–1924 för Östergötlands läns med Norrköpings valkrets.
Han var finansminister i Karl Staaffs ministär 7 oktober 1911–17 februari 1914. Efter första världskriget ägnade sig Adelswärd åt europeiskt politiskt arbete och innehade olika poster inom Interparlamentariska unionen innan han var dess ordförande 1922–1928.
Adelswärd blev 1917 ledamot av järnvägsfullmäktige på Kungl. Järnvägsstyrelsen; ordförande i Östergötlands läns landsting 1919 samt blev arbetande ledamot i Kungl. Lantbruksakademien 1902. Den 31 januari 1919 i Läkaresällskapets lokal i Stockholm, bildades Svenska föreningen för Nationernas Förbund. Till föreningens ordförande valdes Theodor Adelswärd.

## Företagare och arbetsgivare
När Theodor Adelswärd övertog ledningen för Adelsnäs 1883, var baroniets verksamhet - förutom att förvalta de omfattade lantegendomarna – inriktat på kopparbrytning vid Åtvidabergs kopparverk. Vid denna tid hade kopparn börjat sina och verksamheten var inte längre lönsam, något som inte bara påverkade godset utan också samhället Åtvidaberg. Adelswärd började istället utveckla brukssamhällets industri och startade bland annat den första tillverkningen av speciellt anpassade kontorsmöbler i Sverige (så kallade Amerikanska kontorsmöbler) samt sågverk, mejeri och Adelsnäs trädgårdsskola. Verksamheten, med undantag för baroniets jord- och skogsegendomar, samlades i AB Åtvidabergs Förenade Industrier som Adelswärd grundade 1906. Företaget växte under 1900-talet till den globala industrikoncernen Facit AB. Han var fideikommissarie för Baroniet Adelswärd 1900–1929.
Parallellt med den industriella verksamheten ledde han omvandlingen av Adelsnäs med den nya huvudbyggnaden och en magnifik parkanläggning. Han inledde elektrifieringen av Åtvidaberg genom att bygga en vattenkraftsanläggning i Motala ström 1891, fortsatte 1901 med att bygga en stor vattenkraftstation i Forsaström och 1911 grundades Forsaströms Kraft AB, som fick stor betydelse för Åtvidabergs utveckling. Kraftbolaget kvarstod i Adelsnäs ägo tills det såldes till Vattenfall 1997.
Som arbetsgivare var Adelswärd från början starkt patriarkal, uttalat negativ när de första fackföreningarna uppstod i Åtvidaberg 1898, då han motarbetade deras verksamhet. Hans inställning ändrades under 1900-talets första år till att bli alltmer förstående för arbetarrörelsens emancipationssträvanden. En följd av detta blev hans initiativ att bilda Sveriges Träindustriförbund 1905, det första branschförbundet inom den 1902 grundade Svenska Arbetsgivarföreningen (SAF). Detta innebar en övergång från individuella till kollektiva avtal inom branschen. Inom SAF blev Adelswärd fullmäktigeledamot och med tiden en kraftig opponent mot den enligt hans mening alltför hårdföra politik som Svenska Arbetsgivarföreningen kom att stå för från 1908 och under storstrejken 1909. Under denna strejk agerade han öppet för kompromisser och en fredlig avtalslösning, men utan framgång. I Åtvidaberg avslutade han konflikten på ett sätt som visade respekt för arbetarsidan och de fackliga organisationerna. Adelswärd lämnade sina uppdrag i arbetsgivarorganisationerna vid sitt inträde i Karl Staaffs regering 1911. Forskraftstiftelsen Theodor Adelswärds minne grundades år 1997 och delar årligen ut stipendium till doktorander och masterstuderande vid svenska högskolor och universitet. Syftet med stiftelsen är att stödja studier inom ämnesområdet internationella organ, internationellt samarbete och internationella förhållanden, främst fredsbevarande och konfliktlösande insatser, mänskliga rättigheter samt energi- och miljöfrågor.

## Utmärkelser

### Svenska utmärkelser
- Kronprins Gustafs och Kronprinsessan Victorias silverbröllopsmedalj, 1906.[13]
- Kommendör med stora korset av Nordstjärneorden, 6 juni 1923.[14]
- Kommendör av första klassen av Nordstjärneorden, 6 juni 1912.[15]
- Kommendör av andra klassen av Vasaorden, 16 juni 1908.[16]
- Konung Gustaf V:s olympiska minnesmedalj, 1912.

### Utländska utmärkelser
- Storofficer av Franska Hederslegionen, tidigast 1918 och senast 1921.[17][18]
- Kommendör av andra klassen av Badiska Zähringer Löwenorden, senast 1915.[13]